# Aristida anaclasta
Aristida anaclasta är en gräsart som beskrevs av Thomas Arthur Cope. Aristida anaclasta ingår i släktet Aristida och familjen gräs. IUCN kategoriserar arten globalt som otillräckligt studerad. Inga underarter finns listade i Catalogue of Life.